# Andersen-Thermostat
Das Andersen-Thermostat ist in der Molekulardynamik eine Methode, mit der ein klassisches Vielteilchensystem stochastisch an ein Wärmebad gekoppelt werden kann, dadurch sind Simulationen bei einer konstanten Temperatur (kanonisches Ensemble) möglich.

## Problemstellung und Funktionsweise
Werden in einer Molekulardynamik-Simulation die newtonschen Bewegungsgleichungen ohne Modifikationen gelöst, so ist die Energie exakt erhalten, was dem mikrokanonischen Ensemble (NVE) der statistischen Mechanik entspricht. In den meisten Fällen ist man jedoch daran interessiert ein System bei einer konstanten, vorgegebenen Temperatur zu simulieren, also ein System, welches an ein Wärmebad gekoppelt ist.
Das Andersen-Thermostat führt ein (virtuelles) Wärmebad ein, welches mit den Teilchen stochastisch Stöße ausführt und durch die stochastische Stoßfrequenz {\displaystyle \nu } charakterisiert wird. Die Zeitdifferenz zweier aufeinander folgender Kollisionen folgt dann einer Poisson-Verteilung:
{\displaystyle P(t;\nu )=\nu e^{-\nu t}.}
Ein Zeitschritt mit dem Andersen-Thermostat läuft dann folgendermaßen ab:
1. Numerische Integration der Bewegungsgleichungen für den Zeitschritt {\displaystyle \Delta t}.
2. Auswahl der Teilchen, welche an einem Stoß mit dem Wärmebad beteiligt sind; die Auswahlwahrscheinlichkeit beträgt {\displaystyle \nu \Delta t}.
3. Kollisionsschritt: für jedes Teilchen, welches mit dem Bad stößt, wird eine neue (zufällige) Geschwindigkeit aus der Maxwell-Boltzmann-Verteilung der Temperatur {\displaystyle T} gezogen

Die stochastischen Kollisionen verändern die Dynamik des Systems auf eine unphysikalische Weise, dynamische Eigenschaften wie Diffusionskoeffizienten können mit der Methode daher nicht bestimmt werden.